# Automeris abdominalis
Automeris abdominalis är en fjärilsart som beskrevs av Felder 1874. Automeris abdominalis ingår i släktet Automeris och familjen påfågelsspinnare. Inga underarter finns listade i Catalogue of Life.